# Haibach ob der Donau
Haibach ob der Donau là một đô thị ở huyện Eferding bang Oberösterreich, nước Áo. Đô thị này có diện tích 25,5 km², dân số thời điểm ngày 31 tháng 12 năm 2005 là 1293 người.